# Desmia tetratocera
Desmia tetratocera là một loài bướm đêm trong họ Crambidae.